# Kálvin tér
Kálvin tér è una piazza del centro di Budapest intitolata al riformatore protestante Giovanni Calvino per via della grande chiesa riformata che vi sorge.
La piazza si trova a Pest all'incrocio tra il quinto (Belváros-Lipótváros), l'ottavo (Józsefváros) e il nono (Ferencváros) distretto e sono molte le strade che convergono nella piazza, tra cui Kiskörút, Üllői út, Baross utca e Kecskeméti utca. La piazza è inoltre un importante snodo dei principali mezzi di trasporto della capitale ungherese in quanto è attraversata da tram, autobus, filobus e da una stazione delle linee M3 e M4 della metropolitana.